# Pas klinowy

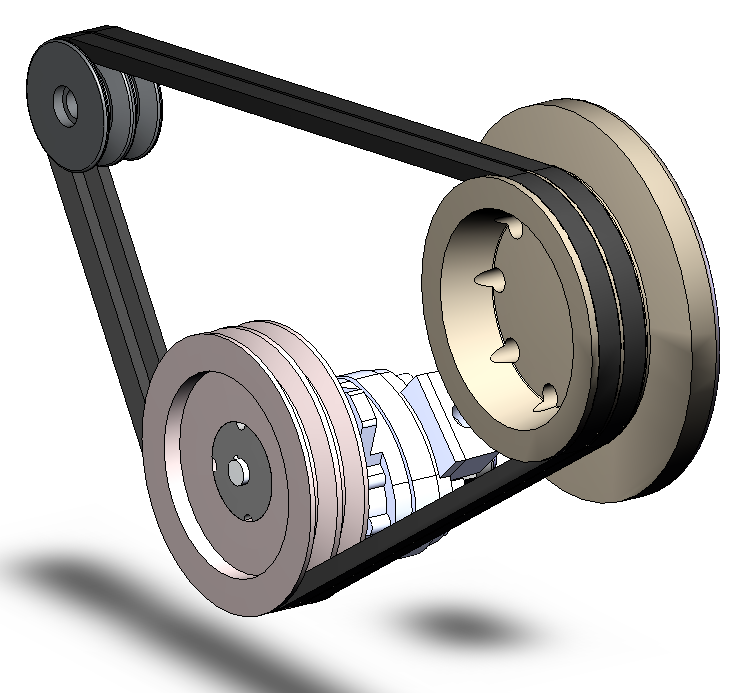
Przekładnia z paskami klinowymi

Pas klinowy – pas stosowany w przekładni pasowej klinowej; ma on przekrój trapezowy i jest wykonywany jako wieniec bez końca. Pasy te są znormalizowane. Pas ten składa się z: warstwy nośnej (wykonana z linek stalowych lub poliamidowych), z warstwy podatnej (wykonanej z gumy lub kauczuku) oraz z warstwy tkaninowo-gumowej. Natomiast całość jest owinięta zawulkanizowaną taśmą płócienną lub kordową. Budowa taka zapewnia dużą wytrzymałość, giętkość i przyczepność oraz małą rozciągliwość pasa. W pasie rozróżnia się wymiary: długość, szerokość i szerokość skuteczną.
Wymiary pasów klinowych opisuje Polska Norma PN-86/M-85200/06 (obecnie PN-ISO 4184: dla pasów wąskoprofilowych oraz klasycznych)

## W samochodzie
Pasek klinowy w silniku samochodowym napędza zazwyczaj m.in. pompę wodną, pompę wspomagania układu kierowniczego, alternator, sprężarkę klimatyzacji.